# Sabine Sun
Sabine Sun (nacida Marguerite Cheveleff; Antibes, 15 de abril de 1933-Gimont, 13 de mayo de 2014) fue una actriz francesa. Apareció en más de 40 películas a partir de la década de los años 1960.
Estuvo casada con el director Terence Young, apareciendo en varias de sus películas, desde 1973 hasta su muerte en 1994.
Murió en Gimont el 13 de mayo de 2014, a la edad de 81 años.

## Filmografía
Fuente:
- 1963: Des frissons partout
- 1964: Strip-teaseuses ou ces femmes que l'on croit faciles
- 1964: Déclic et des claques
- 1965: Los pianos mecánicos
- 1965: Les Enquiquineurs
- 1965: Tant qu'on a la santé
- 1965: La Tête du client: Anfitriona alta y rubia del garito.
- 1965: What's New Pussycat?: Enfermera.
- 1966: Kommissar X: Drei grüne Hunde: Joyce Sellers.
- 1966: La noche de los generales: Prostituta de Hamburgo.
- 1966: Trappola per l'assassino: Victoire.
- 1967: Entre las redes: La condesa.
- 1967: I fantastici tre Supermen: Madame Astrid, condesa de Boidieux.
- 1967: Le Fou du labo 4: La baronesa.
- 1967: Trois Filles vers le soleil: Christine.
- 1968: Mister Freedom: Betty Bopper.
- 1968: Se incontri Sartana prega per la tua morte: Chica en el salón.
- 1968: Ces messieurs de la famille: Prostituta en la comisaría.
- 1969: El clan de los sicilianos: Simone.
- 1969: Hallucinations sadiques: Anne.
- 1969: Hard Contract: Prostituta.
- 1970: Les Libertines: Judith.
- 1970: Désirella: Désirella.
- 1970: Tropic of Cancer: Elsa.
- 1970: Love Life in Luxembourg: Judica.
- 1970: Sudor frío: Enfermera.
- 1970: Las piernas de la serpiente: Emma.
- 1972: Los secretos de la Cosa Nostra: Jane.
- 1973: Las amazonas: Oriteia.
- 1981: Inchon: Marguerite.
- 1984: The Jigsaw Man: Dr. Zilenka.
- 1988: Run for Your Life: Ann Moorcroft.